# سید علی میرخلیلی
سید علی میرخلیلی(زاده شهریور ۱۳۲۸) یک سیاستمدار اصولگرای ایرانی و نمایندهٔ مردم میناب، رودان و جاسک در هشتمین دوره مجلس شورای اسلامی است.